# المسيحية في الأندلس

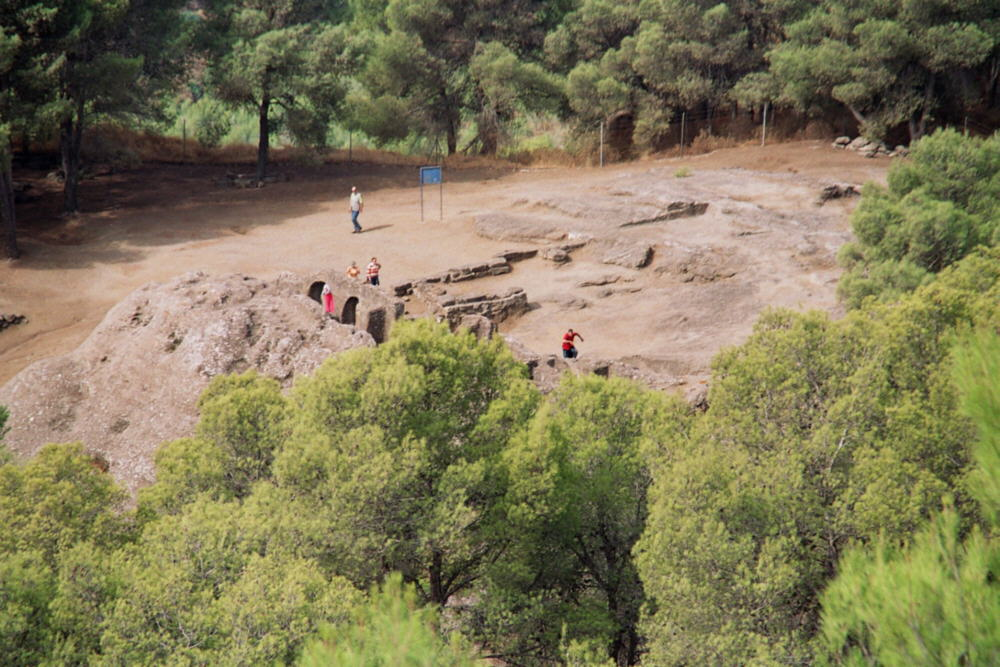
آثار كنيسة شيّدها عُمر بن حفصون ببشتر.

بقي قسمٌ كبيرٌ من أهالي الأندلس القُوط على المسيحيَّة، فكفلت لهم الدولة الحُريَّة الدينيَّة لقاء الجزية السنويَّة. وقد تمتَّع نصارى الأندلُس زمن الإمارة الأُمويَّة بحقوقٍ وامتيازاتٍ لم يحصلوا عليها خِلال العهد القوطي، من ذلك أن المُسلمين سمحوا لهم بالحفاظ على مُمتلكاتهم الدينيَّة كالكنائس ومُمتلكاتها، والأديرة وغيرها، وعلى مُمتلكاتهم الخاصَّة مثل الأموال والعقارات المُختلفة كالمساكن، والمحلَّات التجاريَّة، والأراضي الزراعيَّة. أضف إلى ذلك، منحت السُلطة الإسلاميَّة في الأندلُس للمسيحيين امتيازات منها قرع النواقيس، ومرور المواكب في شوارع المُدن أثناء الاحتفالات الدينيَّة حاملين الصليب، وبناء كنائس جديدة، إضافةً إلى السماح لهم باستعمال اللُغة العربيَّة في الترانيم الكنسية، وعدم تدخلها في الأُمور التنظيميَّة الدَّاخليَّة للكنيسة. ومن الناحية الثقافيَّة، ساهم الوُجود الإسلامي في الأندلُس في تحرير الكنيسة الأندلُسيَّة من تبعيَّتها لِكنيسة روما، كما تحرر المسيحيّون من ضغط رجال الدين عليهم، بفضل الحماية التي ضمنتها لهم السُلطة الإسلاميَّة، فأصبح بإمكان المسيحي أن ينتقد الكنيسة وتصرُّفات رجال الدين، ونتج عن ذلك ظهور مجموعة من المذاهب الدينيَّة المسيحيَّة في الأندلس. وعلى الرُغم من التمازج والعيش السلمي بين المُسلمين والمسيحيين في الأندلُس، فإنَّ بعض الثورات الطائفيَّة أو المصبوغة بصبغةٍ طائفيَّة قد وقعت بين الحين والآخر لِأسبابٍ مُختلفة، منها ثورة عُمر بن حفصون المُعارض لِسُلطة الدولة الأُمويَّة، وقد استمرَّت 49 سنة (267هـ - 316هـ)، وقضيَّة شُهداء قُرطُبة المُثيرة للجدل.

## تاريخ

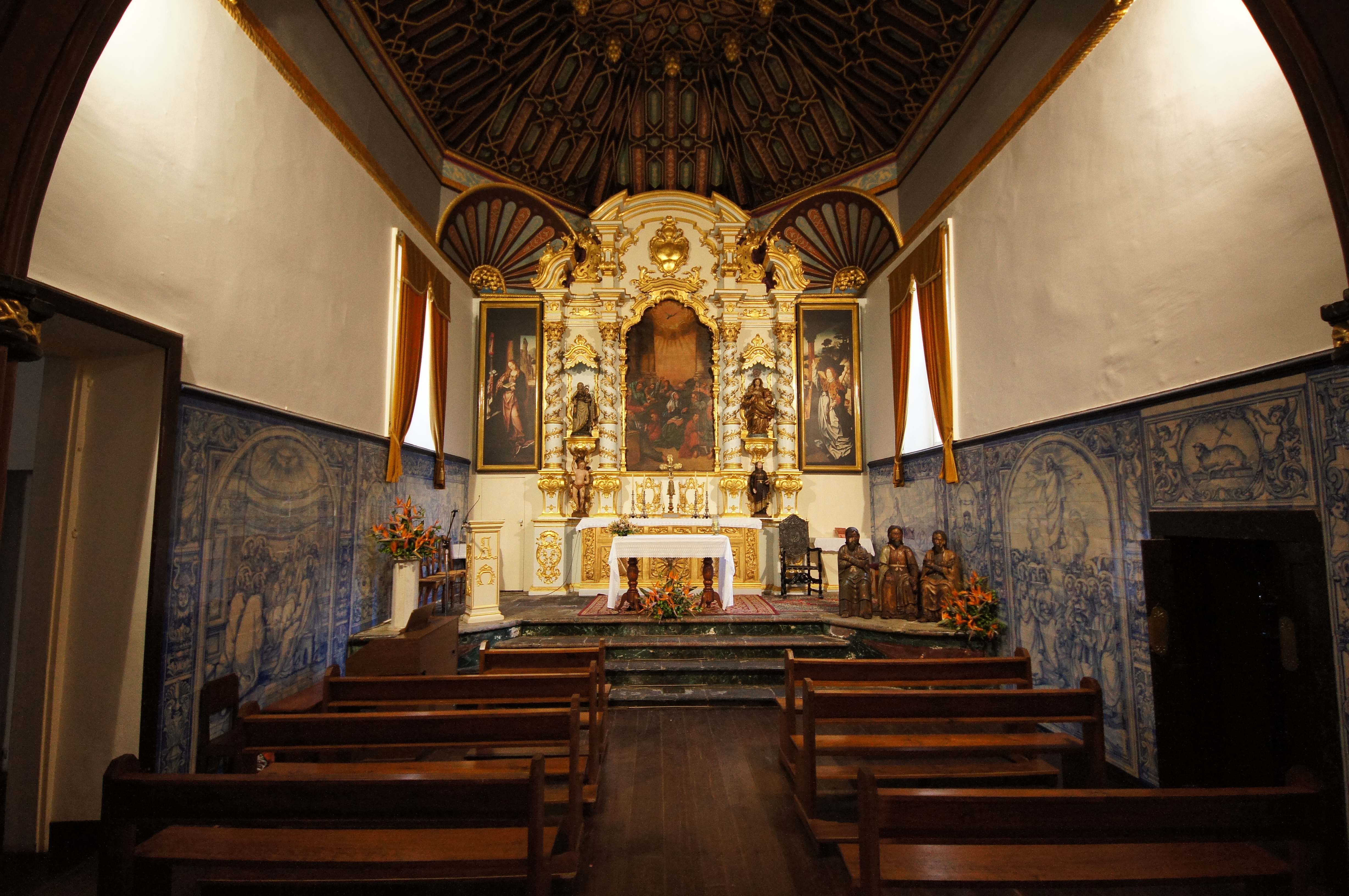
كنيسة في إشبيلية مبنية بأسلوب المستعربين.

كان من أبرز المجتمعات المسيحية في الأندلس المستعربون أو النصارى المعاهدون أو الأعاجم وهم النصارى الذين ظلوا في الأندلس في المدن والبقاع المفتوحة بعد الفتح الإسلامي، وتركزت قواعدهم الأساسية في كل من قرطبة وإشبيلية وطليطلة. وقد شكلوا الطبقة الأكثر عددًا وانقسموا إلى طبقتين داخل المجتمع الأندلسي؛ أولهما عليا، وكانت تتكون من كبار النصارى ووجوههم؛ وثانيهما العامة، إلا أن الطبقة الثانية حظيت بحقوق أخرى إبان الفتح، حيث مكنهم الفاتحون من خدمة الأرض مقابل جزء يسير من منتوجها يؤدونه للدولة ويحتفظون هم بجله، وكانوا قبلًا أقنانًا مملوكين. وتبنى المستعربون تقاليد العرب ولغتهم واهتموا بالحرف العربي وكانوا يجيدون الشعر والنثر العربي وينظمون القصائد ويتفاخرون بإتقانهم للغة العربية. وخلال الحكم الأموي كله اعتمد عليهم الأمويون في إدارة شؤون البلاد الاقتصادية وتنظيم الدولة والعلوم. وبرز المسيحيون في العلوم والطب والفلك، فيما امتهن عوامهم الزراعة وتربية الماشية والصيد.

### في العصر الأموي
حظي المسيحيين واليهود، بمعاملة خاصة مكنتهم من حرية الدين والمعتقد، حتى أن قضاياهم كان لهم حق الفصل بها بموافقة من السلطة الإسلامية العليا. فكان يسمح بتطبيق شرائعهم على يد قضاتهم الذين كانوا يعرفون بقضاة النصارى أو قضاة العجم، وتحت مسؤولية رئيس طائفتهم الذي كان يحمل لقب «القومس»، أما الخلافات التي كانت تقع بينهم وبين المسلمين، فكانت تعرض على القضاء الإسلامي، فكثرت كنائسهم في كل الأندلس ما بين القرن الثامن والثاني عشر، سواء في المدن الكبرى أو الصغرى. ومن أشهر هذه كنائسهم أيام الخلافة، الكنيسة العظمى بقرطبة، ومن أشهر الأديرة الواقعة في أطراف المدينة دير أرملاط، ولم تهدم الكنائس في الأندلس، إلا في حالات خاصة كأن تكون الكنيسة معقلاً للثورة على السلطة، كهدم بعض الكنائس خلال ثورة ابن حفصون. كما كانت الأناجيل أيضًا شائعة يطالعها المسيحي وغير المسيحي، وقد أفاد منها ابن حزم في كتابه «الفصل في الملل والأهواء والنحل»، حيث ذكر أنه كان يصاحب رجال الكنيسة ويجادلهم. وأتاحت تلك الحرية الفكرية لأبناء الأندلس من غير المسلمين الفرصة في التعمق في دراساتهم الدينية. وكان قد مارس المسيحيون دينهم بحرية نسبية في خلافة قرطبة، وعاش كل من اليهود والمسيحيين في المغرب أيضًا.

### في العصر المرابطي

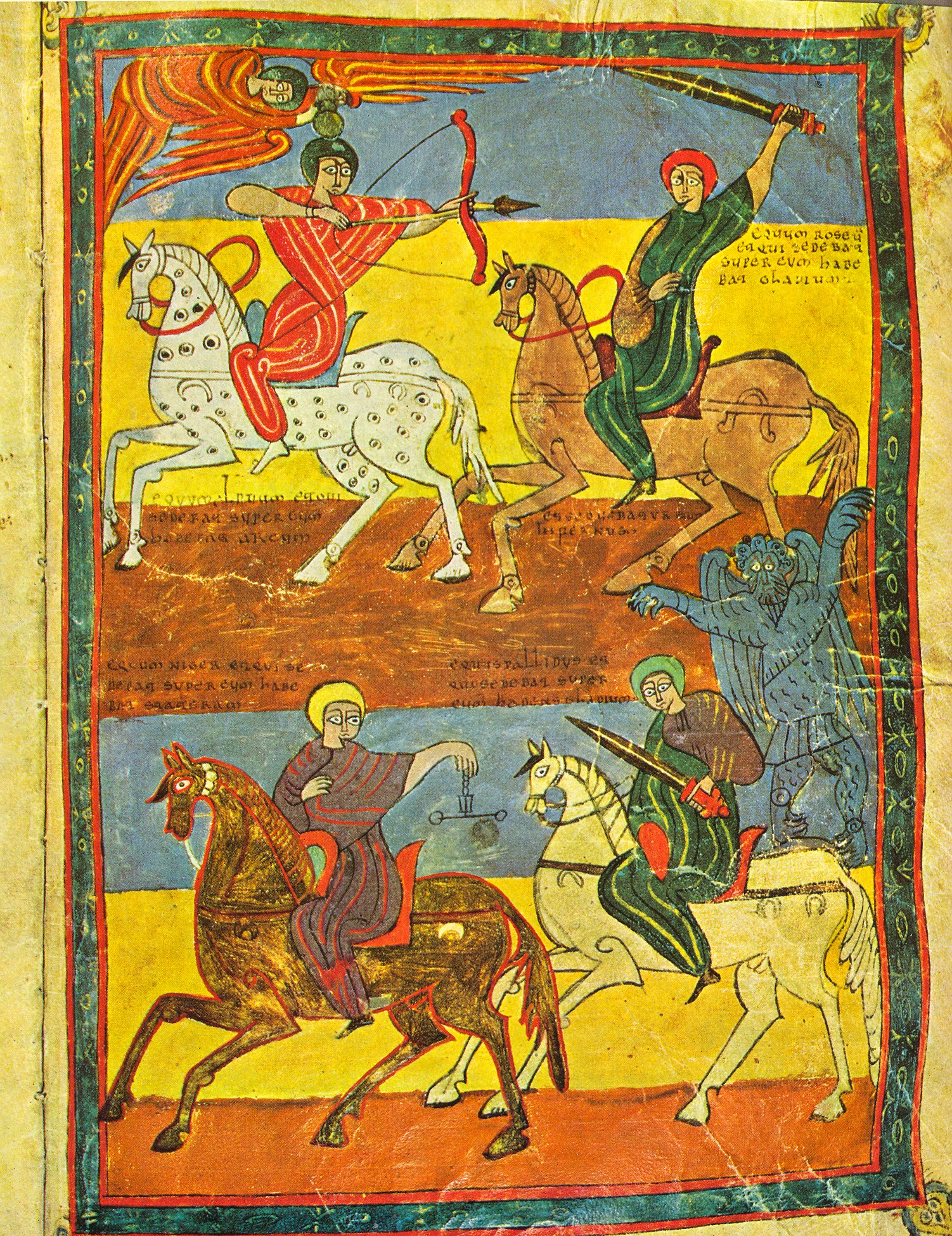
مُنمنمة يظهر فيها بعضُ المُستعربين.

كانت مواقع انتشار واستقرار النصارى في الأندلس في العصر المرابطي، معظمها في غرناطة واشبيلية وبلنسية والبيرة وبطليوس وطركونة ومالقة  فضلا عن استقرار بعضهم بالبوادي. والراجح أن عددهم كان كثيرا. وكان المولدين، وهم السكان الأصليين المنحدرين من أصل إسباني ممن اعتنقوا الإسلام أو ولدوا من أب مسلم فنشئوا على الديانة الإسلامية أوفر العناصر حركة وأكثرها أهمية في الحياة العامة وفي الفاعلية الاقتصادية للأندلس حيث اشتهر الكثير من المولدين بالقوة والنفوذ والثراء خصوصا في إشبيلية، وامتهنوا مهن متنوعة كتربية الماشية والزراعة في الأرياف، وصيد السمك، أما في المدن فقد زاولوا حرفا مختلفة، واشتغلوا بالتجارة، فكانوا بذلك أكثر العناصر نشاط وأكثرهم تلاؤما مع ظروف الحياة في البلاد الأندلسية.
وصل عدد كبير من النصارى إلى مكانة اجتماعية مرموقة؛ وأصحاب نفوذ وجاه، وحظوا برعاية الدولة خاصة في عهد علي بن يوسف، حتى إن إحدى الوثائق المسيحية أكدت أن تعلُّقه بالنصارى فاق تعلُّقه برعيَّته، وأنه أنعم عليهم بالذهب والفضة وأسكنهم القصور. وشارك النصارى المسلمين في استغلال المرافق الاجتماعية حيث سمح لهم باستقاء المياه مع المسلمين من بئر واحدة، ونظرا للتسامح الديني معهم سمح للنصارى بالخروج مع المسلمين في صلاة الاستسقاء. وحرص الأمراء المرابطين على حفظ الحقوق الاجتماعية للنصارى والضرب على أيدي كل من حاول المس بهم. وخصصت لهم الدولة المرابطية مقابر خاصة، تماشيا مع عاداتهم وتقاليدهم في دفن موتاهم وتعرف هذه المقابر باسم «مقابر الذميين». وفي المقابل تثبت بعض النصوص ما تعرضوا له من تشدد من طرف بعض الفقهاء كالمطالبة بمنع المسيحيات من الدخول إلى الكنائس إلا في أيام الاحتفالات والأعياد. ورغم أن النصارى كانوا يرتدون لباسا خاصا بهم، إلا أنهم كانوا يلبسون أزياء المسلمين، ورغم مطالبة بعض الفقهاء لهم بالكف عن ذلك، إلا أنهم استمروا في ارتدائها.

### في عصر الموحدين

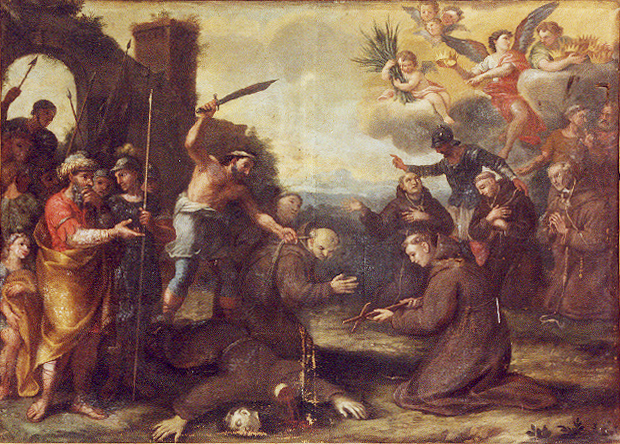
لوحة تصور مقتل القديس دانيال، والذي قتل في عصر الموحدين.

سيطر الموحدون على أراضي المرابطين المغاربية والأندلسية بحلول عام 1147. رفض الموحّدون العقيدة الإسلامية السائدة التي تثبت مكانة «أهل الذمة»، وهو وضع غير مسلم في بلد مسلم والذي يسمح له بممارسة دينه بشرط الخضوع للحكم الإسلامي ودفع ضريبة الجزية.
أول زعيم للموحدين، عبد المؤمن، سمح بفترة سماح أولية مدتها 7 أشهر. ثم أجبر معظم السكان الذميين الحضريين في المغرب، من اليهود والمسيحيين، على اعتناق الإسلام. وكان على أولئك الذين اعتنقوا الإسلام حديثاً ارتداء ملابس مُعرَّفة، لأنهم لم يُعتبروا مسلمين مخلصين. وتسارعت التحويلات القسرية تحت تهديد العنف في القرن الثاني عشر في شمال إفريقيا والأندلس، وتم قمع اليهود والمسيحيين وأجبروا على الاختيار بين التحول إلى الإسلام، أو النفي، أو القتل. اختار المسيحيون تحت حكمهم عمومًا الانتقال إلى إمارات مسيحية في شمال شبه الجزيرة الإيبيرية، بينما قرر اليهود البقاء للحفاظ على ممتلكاتهم، وكثير منهم تظاهروا بالتحول إلى الإسلام، مع الإستمرار في ممارساتهم الدينية بالسرية.
طرأ على معاملة المسيحيين تحت حكم الموحدين تغييرًا جذريًا. قُتل الكثير من المسيحيين، أو أُجبروا على التحول إلى الإسلام أو أُرغموا على الفرار. هرب بعض المسيحيين إلى الممالك المسيحية في الشمال والغرب وساعدوا في تأجيج الإسترداد. لقد تخلى إدريس المأمون، وهو خليفة موحدي حكم في الفترة ما بين 1229-1232 وفي أجزاء من المغرب، عن الكثير من عقيدة الموحدين، بما في ذلك تعريف ابن تومرت بأنه المهدي، وحرمانه من وضع الذمي. سمح لليهود بممارسة دينهم علانية في مراكش، وسمح حتى للكنيسة المسيحية العمل هناك كجزء من تحالفه مع قشتالة.